# Abdul Hakim al-Chichani
Abdul Hakim al-Chichani, de son vrai nom Rustam Azhiev, est un islamiste tchétchène, commandant en chef des forces armées de la république tchétchène d'Itchkérie, combattant du côté ukrainien dans la guerre russo-ukrainienne. Azhiev est un vétéran de la deuxième guerre russo-tchétchène et a combattu aux côtés de l'opposition pendant la guerre civile syrienne. Dans ce dernier cas, il était le chef du groupe tchétchène salafiste djihadiste Ajnad al-Kavkaz.

## Première vie et famille
Rustam Azhiev est né à Prigorodnoïe, un village de la périphérie de Grozny, capitale de la RSSA de Tchétchénie-Ingouchie et aujourd'hui capitale de la Tchétchénie, en avril 1981 et appartient au clan (taïp) de Moulkoï (ru). Après avoir terminé ses études secondaires, il s'inscrit à l'université pédagogique de Grozny, mais abandonne ses études supérieures peu de temps après en raison du déclenchement de la seconde guerre russo-tchétchène. Durant sa jeunesse, il est maître des sports en lutte libre et remporte plusieurs compétitions dans le sud de la Russie. Ses petits frères Anzor (pl) et Mansur (ru) sont des combattants professionnels de MMA.

## Seconde guerre de Tchétchénie
Peu de temps après que Vladimir Poutine ait ordonné la seconde invasion de la Tchétchénie en 1999, Azhiev prend les armes pour défendre la république tchétchène d'Itchkérie. Il combat un temps sous les ordres de Roustam Bassaïev (ru), dont il prend la succession à la tête du front central des forces armées de la république tchétchène d'Itchkérie en août 2007. Après la proclamation de l'émirat du Caucase en octobre 2007, Azhiev rejoint la province tchétchène (en) du groupe et commande toujours son front central. En 2009, il est grièvement blessé à la main droite (perdant trois doigts) et à l'œil et doit partir en Turquie pour se faire soigner. Il reste quatre ans dans le pays jusqu'à son départ en Syrie en 2013. 

## Guerre civile syrienne
Après plusieurs tentatives infructueuses de retour en Tchétchénie, Azhiev décide en 2013 « de poursuivre [...] la résistance contre la Russie en république syrienne ». Il a rejoint la guerre civile syrienne aux côtés du groupe rebelle Ansar al-Cham. L'année suivante, lui et d'autres camarades tchétchènes quittent le groupe et fondent un groupe indépendant, Ajnad al-Kavkaz. Le groupe est principalement actif dans le nord-ouest de la Syrie et participe à de nombreuses batailles, telles que l'offensive d'Idleb (en) en 2015 et l'offensive de Hama en 2016. Tout au long de la guerre, le groupe reste complètement indépendant sous la direction d'Azhiev, ne prêtant allégeance à aucun groupe et ne participant pas aux guerres intestines entre les rebelles.

## Invasion russe de l'Ukraine en 2022
Des informations faisant état de la décision d'Azhiev de rejoindre la lutte contre la Russie en Ukraine apparaissent pour la première fois en mars 2022 et sont confirmées le 15 octobre, lorsque le président du cabinet des ministres de la république tchétchène d'Itchkérie en exil, Akhmed Zakaïev, le nomme adjoint au commandant en chef des forces armées itchkériennes. Le lendemain, un canal Telegram fait état de son obtention de la nationalité ukrainienne, photo de son passeport à l'appui. Des images d'Azhiev combattant sur les lignes de front lors de la bataille de Bakhmout sont apparues en janvier 2023,. À la mi-mars 2024, il est de nouveau photographié, cette fois-ci en train de participer à un raid en territoire russe, dans l'oblast de Belgorod. En septembre 2024, il est nommé commandant en chef des forces armées itchkériennes par Akhmed Zakaïev.  